# 埃什温
埃什溫（英語：Æscwine of Wessex）是威塞克斯國王，約674年至676年間在位，但可能不是當時威塞克斯唯一的國王。675年，麥西亞王國國王伍尔夫赫尔率軍入侵威塞克斯，但被埃什溫擊敗。